# Lac Élimé
Le lac Élimé fait partie des Lacs d'Ounianga entre les massifs du Tibesti et de l'Ennedi, au Tchad.